# Hannah Beachler
Hannah Beachler (* im 20. Jahrhundert in Centerville, Ohio) ist eine US-amerikanische Szenenbildnerin.
Hannah Beachler ist die Tochter eines Architekten und einer Innenausstatterin. Sie studierte zunächst Modedesign an der University of Cincinnati, danach absolvierte sie ein Filmstudium an der Wright State University in Dayton. Ihr erster größerer Film war Fruitvale Station (2013), wo sie erstmals für den Regisseur Ryan Coogler mit minimalem Budget arbeitete. Für den Rocky-Film Creed, erneut verantwortet von Coogler, entwarf sie das Fitnessstudio und den Boxring.
Mit einem Millionen-Budget und mehreren Hundert Mitarbeitern war der ebenfalld von Coogler inszenierte Black Panther (2018) ihr größtes Projekt. Inspiriert von einer vorherigen Reise nach Südafrika entwarf sie eine komplett afrofuturistische Science-Fiction-Welt. Für diese Arbeit wurde sie mit einer Reihe von Filmpreisen ausgezeichnet, darunter der Los Angeles Film Critics Association Award, der Saturn Award und der Critics’ Choice Movie Award, sowie den Oscar für Bestes Szenenbild.

## Filmografie (Auswahl)
- 2013: Nächster Halt: Fruitvale Station (Fruitvale Station)
- 2015: Creed – Rocky’s Legacy (Creed)
- 2015: Miles Ahead
- 2016: Beyoncé: Lemonade
- 2016: Moonlight
- 2018: Black Panther
- 2019: Vergiftete Wahrheit (Dark Waters)
- 2925: Blood & Sinners (Sinners)